# Garum
För andra betydelser, se Garum (olika betydelser).

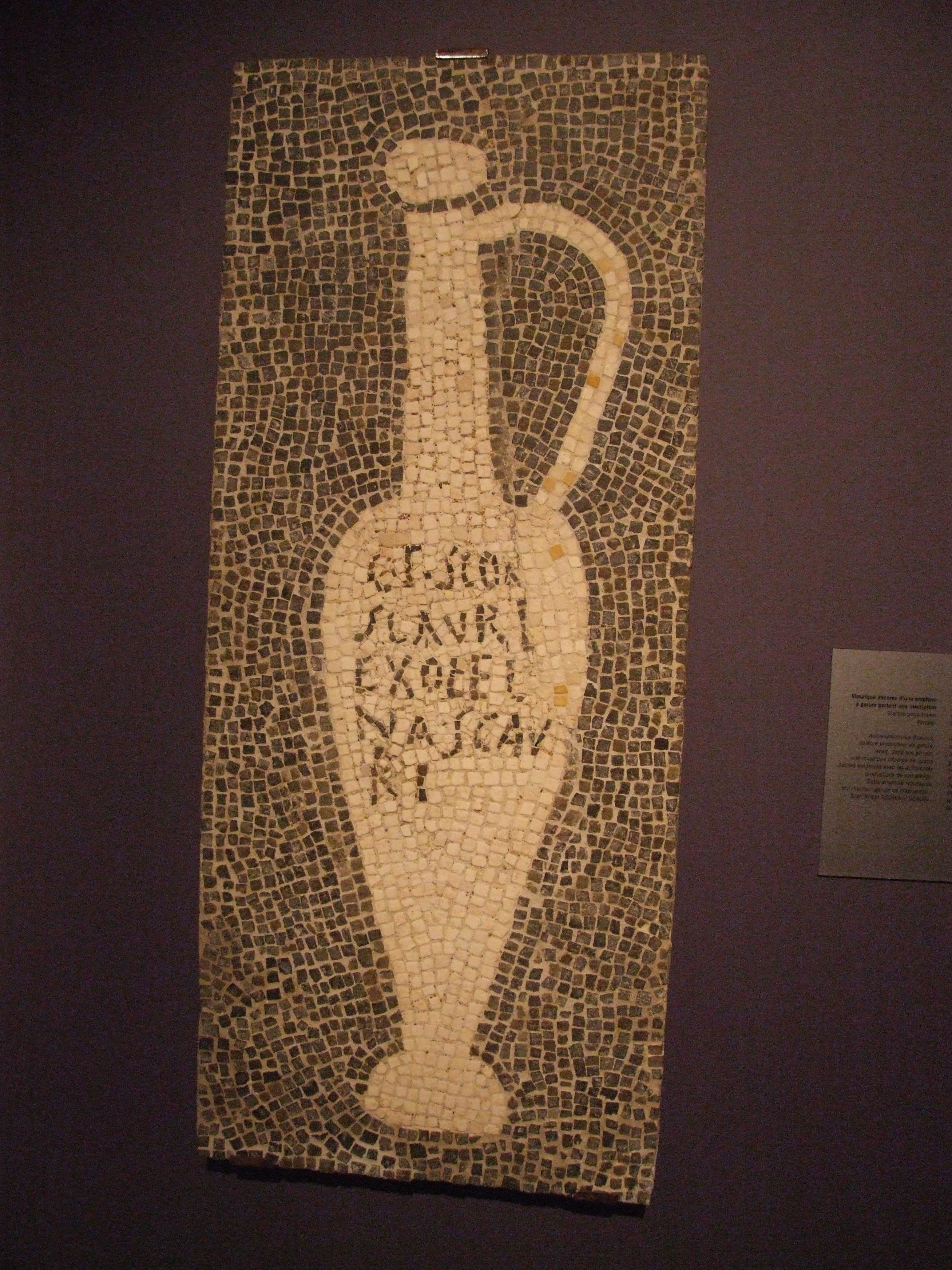
Garum, villa Aulus Umbricius Scaurus, Pompeii; G(ari) F(los) SCAM(bri) SCAURI

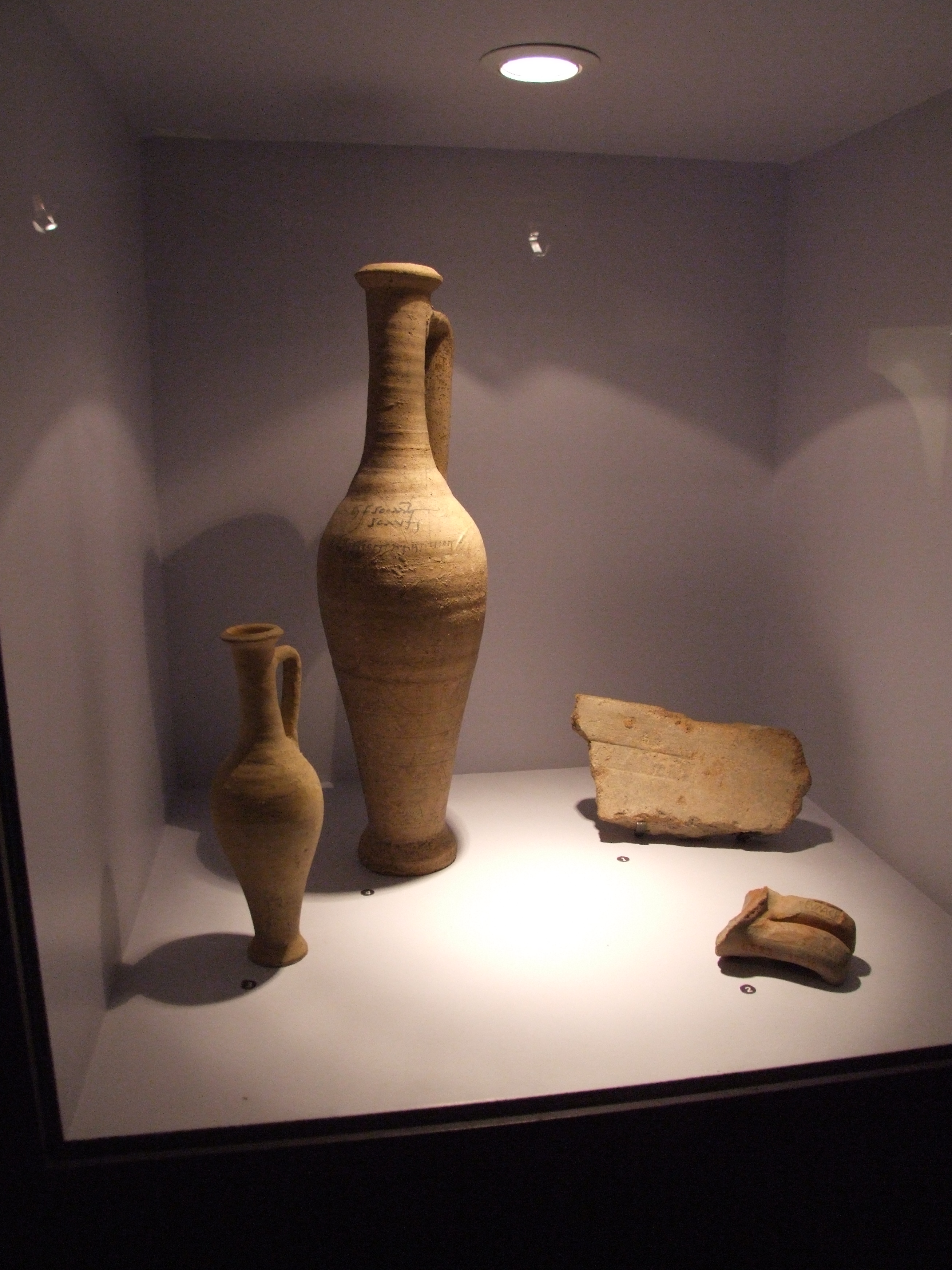
Amfora för förvaring av garum, Pompeji.

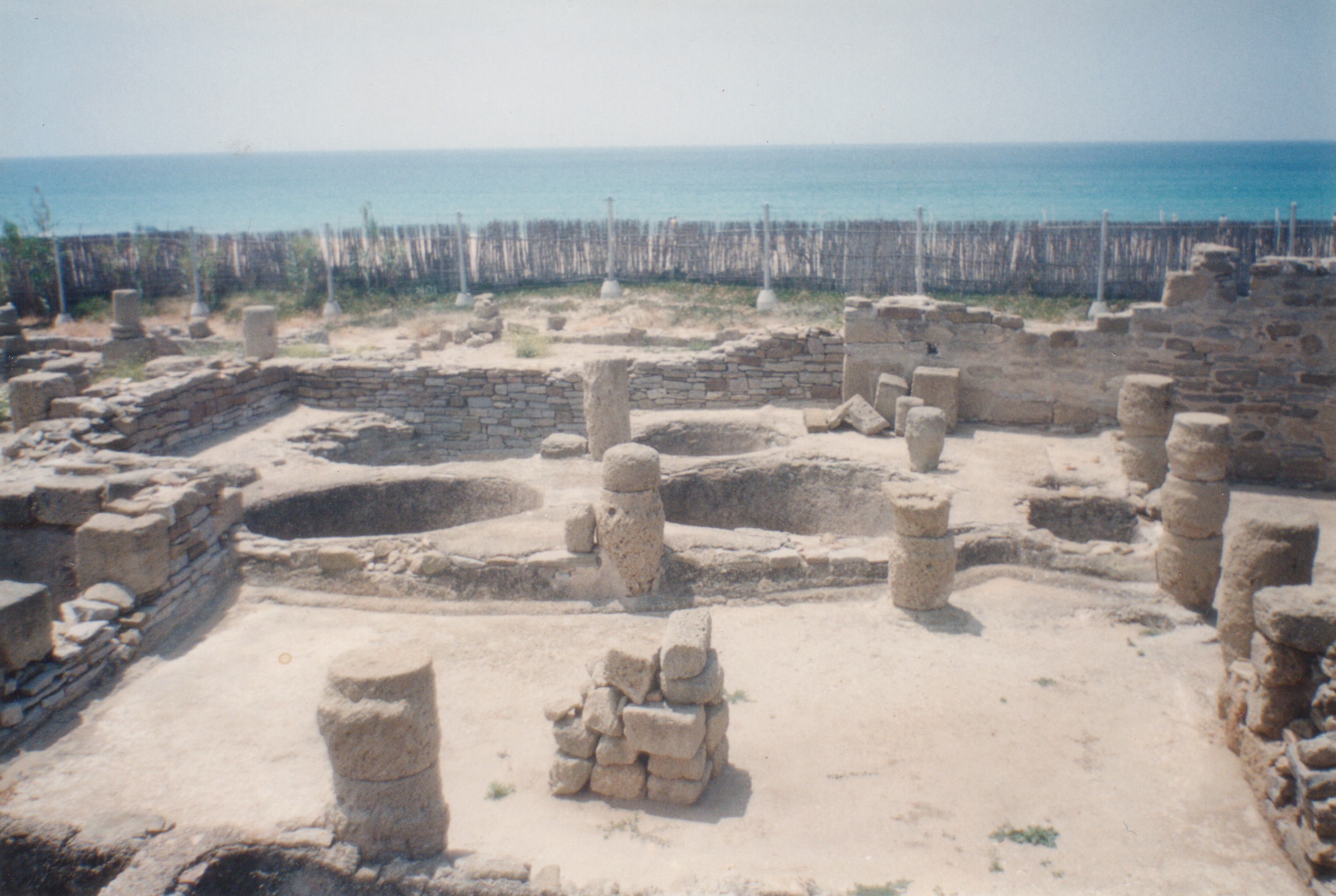
Fabrik för garumtillverkning, Baelo Claudia, nuvarande Spanien

Garum är en fisksås som var en allmänt spridd och mycket viktig smaksättare i det antika, främst romerska köket, jämförbar med våra dagars asiatiska fisksåser. Garum förekommer även under beteckningen liquamen eller muria. Ordet kommer från grekiska γάρον (garon), namnet på den fisk vars inälvor man först använde.
Den bereddes av fiskrens, mestadels från makrill som tycks ha varit favoriten. Renset blandades med salt, vinäger och örter i till exempel ett lergodskärl och ställdes ut i solvärmen för att jäsa. Efter en tid hällde man av den jästa vätskan och använde den som sås i diverse kulinariska anrättningar.
Överst samlades rens i form av en pasta som kallades  allec och användes av mer fattiga människor eftersom den oftast såldes för sig och var betydligt billigare än själva garumsåsen.
I Baelo Claudia, i Cadiz, fanns det en av de största fisksaltningsfabrikerna under romerska tiden.
Tillverkningen av garum försökte man hålla utanför städer. Produktionen och såsen hade en påträngande lukt, påminnande om surströmming.
Utdrag ur Maja Lundgrens bok Pompeji:

Den kanske godaste garumen gjordes av spansk makrill. De ledande garum-producenterna i Pompeji var under lång tid bröderna Umbrici.